# Château de Lucey
Pour les articles homonymes, voir Lucey.
Le château de Lucey anciennement Loyssey ou château de Boigne est une ancienne maison forte, du XIIIe siècle, très remaniée au XIXe siècle, centre de la seigneurie de Lucey puis de la baronnie (1563) et enfin du marquisat (1654) de Lucey, qui se dresse sur les marches du petit Bugey Savoyard, sur la commune de Lucey dans le département de la Savoie, en région Auvergne-Rhône-Alpes.

## Situation
Le château de Lucey est situé dans le département français de la Savoie sur la commune de Lucey, sur une hauteur dominant la plaine ou s'écoule le Rhône, au-dessus du bourg, face à l'église.

## Histoire
Bâti sur un ancien site romain, le château est la propriété de la famille de La Forest de Lucey. L'édifice date du XIIIe siècle. Son emplacement stratégique, et les droits qui y étaient afférents, témoignent de la puissance de cette famille à la naissance du comté de Savoie.
Lucey (Lucianum et Luceium dans les chartes du Moyen Âge) était une terre souveraine avec paroisse, cours d’eau, cascade, moulin, îles, droits de péage de gué et de bateau sur le pont. Sigomon de La Forest est le premier seigneur connu de Lucey.
Cité dès 1223, Sigomon ou Sicamore, chevalier, est un familier de la maison de Savoie. C’est ainsi qu’on le retrouve, avec trois autres membres de la famille de La Forest, à la cession d'une partie du bourg de Chambéry au comte Thomas Ier de Savoie, en 1232. Par acte, daté de 1253, Sigomon passe reconnaissance de fief à l’abbé de Hautecombe. De sa femme, dont le nom est inconnu, naquirent cinq enfants : Isabelle, Guillaume, Catherine, Béatrix et Luyset.
Sigomon de La Forest fonda une nouvelle branche, les La Forest de Lucey, qui ne perdura qu’une génération après lui. Son fils, le chevalier Guillaume de La Forest de Lucey, passe plusieurs actes dans la tour ronde du château en 1269, 1270 et 1280. Le 12 des calendes d’octobre 1291 (21 octobre), le seigneur de Lucey reçoit l’hommage de ses vassaux dans son verger. De son mariage avec dame Jacqueline, dont le nom nous est inconnu, Guillaume de La Forest de Lucey n’a pas de postérité. Il teste, le 3 des calendes de juillet 1296 (30 juillet), dans la grande salle du château, en faveur de son neveu, Jacques ou Jacquemet de Chevelu. Ce dernier était le fils de sa sœur Isabelle de La Forest de Lucey qui avait épousé le chevalier Jean de Chevelu, chef de cette puissante et ancienne famille de Chevelu. La terre de Lucey, que la famille de Chevelu détient depuis un siècle, leur est inféodée en 1392, par lettres patentes, datées du 31 octobre, du comte de Savoie Amédée VIII en faveur de Louis de Chevelu, et Louis Ier de Savoie, toujours par lettres patentes, datées du 4 avril 1438, en confirme l'investiture. On relève en 1392 un Berlion de Chevelu.
Le destin des Chevelu et des La Forest fut étroitement lié au cours du Moyen Âge. Ces liens s’expliquent par une proximité géographique. En effet, le berceau des Chevelu, le château de Cinne ou de Cunne, était situé à moins d’un kilomètre de la maison forte ou château de La Forest, tous les deux sur la commune de Saint-Jean-de-Chevelu. Les Chevelu succédèrent aux Lucey. L’un d’eux, Louis de Chevelu, fut l’un des personnages les plus distingués du règne d’Amédée VIII. Ami et conseiller intime du duc, il suit ce dernier en 1430 dans sa retraite au château de Ripaille. Le seigneur de Chevelu s’y enferme avec cinq autres familiers du suzerain, et fut l'un des sept premiers chevaliers de l'ordre de Saint-Maurice, qu'ils fondent en 1434.
Louis de Chevelu agrandit et embellit le château de Lucey dans la première moitié du XVe. Pour ce faire, il obtient, du duc Louis, par lettres patentes, datées de Ripaille du 10 novembre 1439, l'autorisation de lever 25 hommes à prendre sur son fief de Chanaz. En 1450, François de Chevelu, seigneur de Lucey, dans un acte, du 12 juillet 1450, reconnaît devoir la somme de 100 florins à noble révérend messire Jean de Bonne, prieur de Ripaille, pour son père, qui avait été pensionnaire de ce dernier. Sa descendance s’éteignit par les mâles, au XVe siècle, et Lucey passe aux Mareste. C'est ce même François qui, le 7 février 1466,, donne à François de Mareste, seigneur de Culoz (Château de Châtel-d'en-Haut), sa fille, Guillemette de Chevelu de Lucey, en mariage, et, teste en faveur de celle-ci le 5 mai 1487,. 
Dernière de la lignée des Chevelu-Lucey, Claudine, fille de François, laisse par testament, en date du 15 juillet 1513,, tous ses biens à Claude de Mareste, son neveu, qui devient seigneur de Lucey et de Chevelu. À la suite de cet héritage, la famille de Mareste, à cette époque, est l'une des plus puissantes familles de la région, où elle est en possession de nombreux fiefs. Claude de Mareste est marié, le 8 septembre 1494, à Jeanne de Luyrieu, fille de Christophe de Luyrieu, seigneur du Villard, qui lui apporte en dot ses biens de Chanaz et de Yenne, à l’exception du fief réservé de Villard.
En 1533, Charles III de Savoie vend, à un autre Claude de Mareste, le fief de Lucey qui englobe les paroisses de Billième, Chanaz, Conjux, Jongieux et Loisieux. Ce dernier, bailli du Bugey, est présent à Annecy, le 19 mars 1534, lors des funérailles de Philippe de Savoie-Nemours, et, se voit élevé, en 1563,, au titre de baron de Lucey, par le duc de Savoie Emmanuel-Philibert, dont il était le conseiller et le maître d'hôtel. Jean de Mareste, son fils, baron de Chevelu et de Lucey, époux de demoiselle Jeanne de Rubod, qui a acquis du duc, le 24 septembre 1579, le fief de Centagnieu, contre la somme de 1 200 écus d'or, marie, en 1615, sa fille Isabeau à Jean de Seyssel. À cette occasion, le château de Lucey est le théâtre de grandes réjouissances, auxquelles est conviées toute la noblesse de la région.

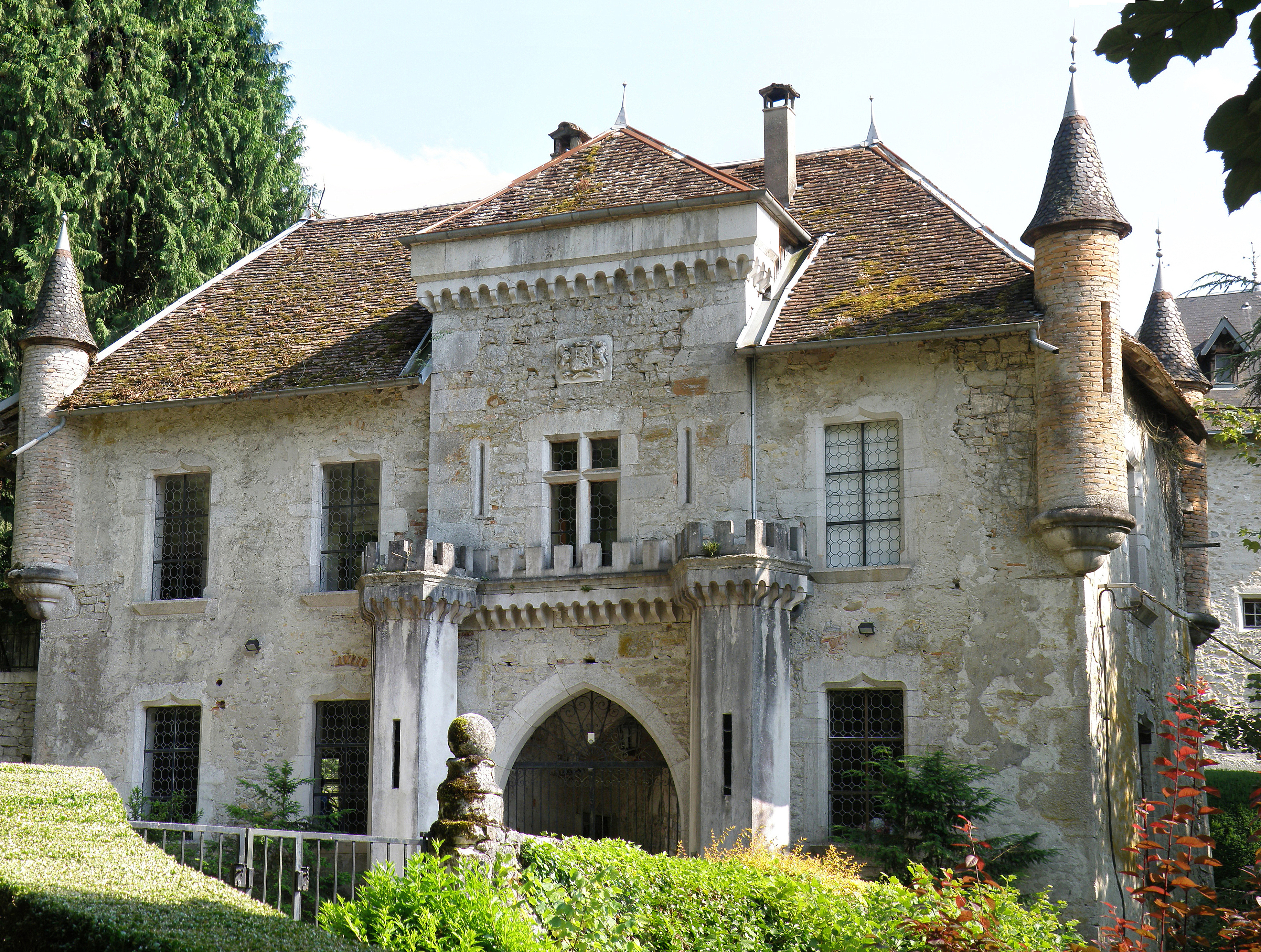
La porterie du château (XIXe siècle).

Louis de Mareste, baron de Lucey et de Chevelu, comte de Châteaufort, capitaine de cavalerie, est élevé, en 1654,, par lettres patentes, au titre de marquis de Lucey par Charles-Emmanuel II de Savoie. Le 1er octobre 1675, il assiste à Yenne à la réunion de la noblesse du petit Bugey, à l'occasion de l'avènement de Victor-Amédée II de Savoie, réunion au cours de laquelle, Claude de Mareste, chevalier de Lucey, baron de Conjux, fils de Louis, est désigné comme délégué pour aller, à Turin, prêter serment au nouveau duc. En 1698, par acte, Henri-Eustache de Mareste, baron de Montfleury, afferme, à François Poncet, la curialité de Yenne avec toutes les prérogatives qui y sont attachées.
En 1708, vit au château Joseph de Mareste. Le 26 octobre 1716, il célèbre, à Yenne, le mariage de son fils Louis de Mareste, demeurant à Billième, baron de Champrovent, seigneur de Vens, Verdun, etc. et de Françoise Vulliet de la Saunière. À cette occasion Joseph de Mareste est qualifié de marquis de Lucey, comte de Châteaufort, seigneur de Chanaz, Billième, etc.
Louis de Mareste qui hérite du titre de marquis de Lucey au décès de son père, réside au château en 1740.
Le château est démantelé à la Révolution française en application de l'arrêté du 8 pluviôse an II (27 janvier 1794) du représentant Albitte. Le 11 germinal (31 mars 1794) le citoyen Maxime Sevez, envoyé par l'agent national près le district de Chambéry, Morel, pour vérifier la destruction des clochers, tours et châteaux, invite la municipalité à réquisitionner des ouvriers pour œuvré à la démolition du château.
La dernière marquise de Lucey, transmet ses biens, en 1812,, au colonel Carron, comte de Grésy-sur-Aix, qui vend le domaine, terres et château, en 1816 ou 1817, à Félix Cottarel, marchand de biens. Ce dernier les revend, l'année suivante, au comte général Benoît de Boigne. Ce personnage singulier marqua la ville de Chambéry par ses munificences. Né, en 1751, de parents pelletiers, Benoît Leborgne s’engagea très jeune dans l’armée et fit une brillante carrière aux Indes. Ses exploits militaires entrèrent dans la légende. Il commanda jusqu’à 30 000 hommes et épousa, en 1788, à Delhi, une princesse persane dont il eut deux enfants.
Après vingt ans de séjour aux Indes, le général Benoît de Boigne fait ses adieux aux officiers de son armée en 1796. Il part pour l’Angleterre d’où il suit les péripéties de la Révolution française. Sa rencontre avec mademoiselle Adèle d'Osmond changea le cours de sa destinée. Il répudie sa première femme et ne vécut que pour son nouvel amour ; cette dernière, pleine d’esprit et de verve, laissa de célèbres mémoires. À son grand désespoir, celle-ci n'accepta jamais de vivre au château de Lucey ; elle avait refusé précédemment de vivre au château de Buisson-Rond, à Chambéry.
Jusqu’à sa mort, en 1830, il multiplia les actions de bienfaisance en Savoie. Les chambériens, en hommage à leur généreux donateur, firent élever la célèbre « Fontaine des Éléphants ». Le comte Ernest de Boigne, colonel, petit-fils de Benoît de Boigne, fera exécuter des travaux au château. Vers 1920, une descendante du général vend le château à Jean-Baptiste Morel, industriel isérois et archéologue. Il passe ensuite à madame de Camaret, sa fille, dont les descendants sont toujours propriétaires.

## Description

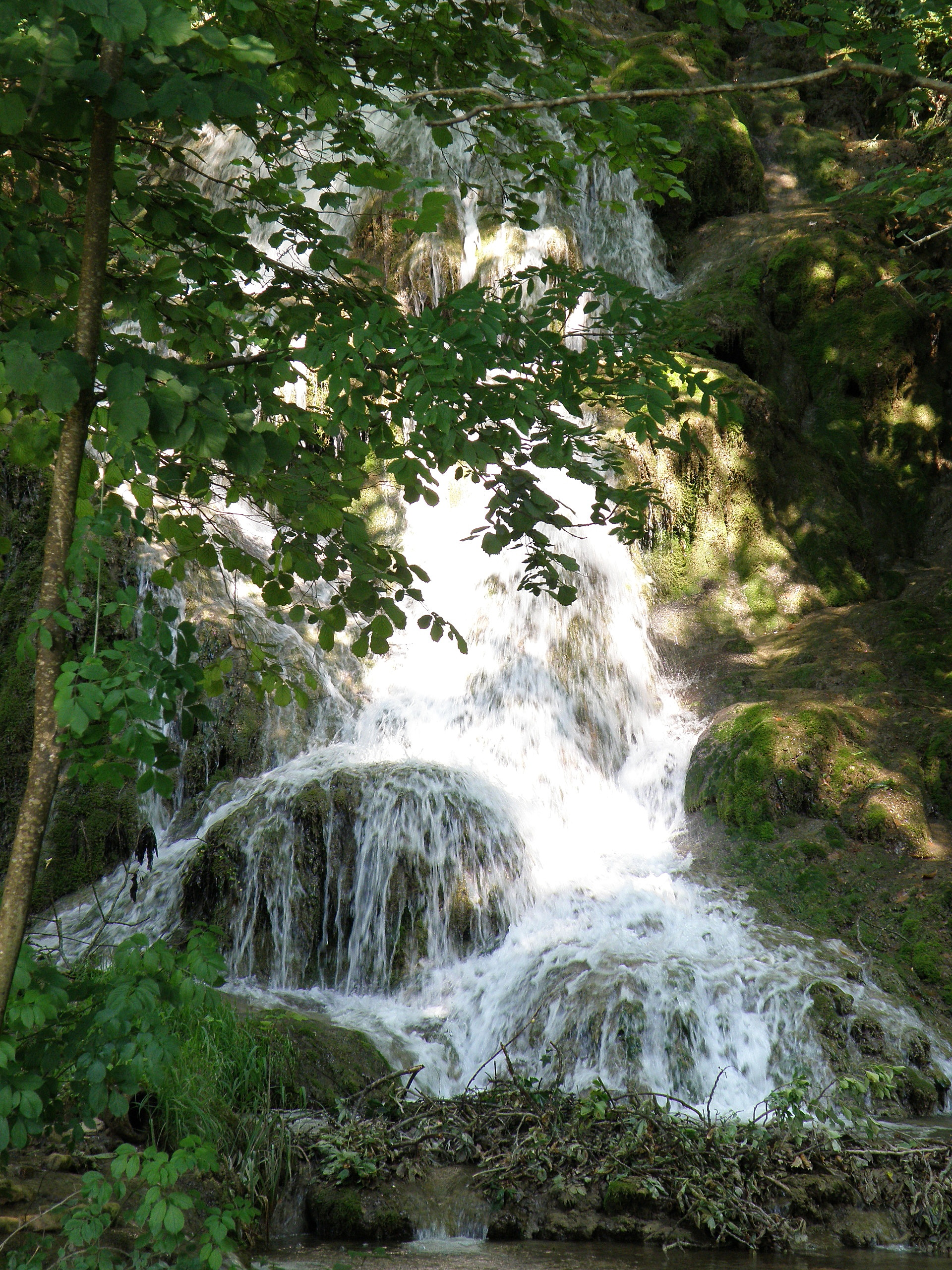
La cascade non loin du château.

Le château de Lucey fut gravement mutilé à la Révolution qui le découronna de ses deux tours et le ruina en partie. Les parties hautes de la construction actuelle, ont été fortement remaniées dans la première moitié du XIXe siècle. L'avant-corps de facture moderne, bâti dans le style Renaissance, est dû au colonel Ernest de Boigne ; il apposa au-dessus de la porte un écu à ses armes. À l'intérieur, les pièces arborent une décoration de peintures murales du XVIIe siècle. Il ne subsiste du château médiéval qu'une petite partie de la façade sud.
Complète cet ensemble, près du porche d'entrée, une cascade, qui fit partie intégrante des défenses et servit ensuite à actionner plusieurs moulins.
Objets antiques
Sur le site du château ont été trouvés plusieurs objets qui ont été classés le 1er mars 1941. Un autel du IIIe consacré à Mithra, un fragment de la plaque funéraire de « Q. Carminius Bellicus » et un poids gallo-romain muni d'un anneau de fer scellé au plomb et portant une dédicace à Mercure.

## Culture
- Depuis 2018, la cour centrale du château accueille chaque année une date du festival nomade BatÔJazz[11].
- Le château de Lucey est l'un des principaux décors du 1er épisode de la série Sortie de Secours, réalisée par Richard Delay[12]. Sa cascade apparaît dans les épisodes 2 et 6[13] de la même série[14].